# دليهي الهاجري
دليهي سعد راشد ناصر شويع الهاجري ( 1958 -)، نائب سابق في مجلس الأمة الكويتي، رئيس لنقابة شركة نفط الكويت السابق.
شارك في انتخابات مجلس الأمة الكويتي عام 2009 وحصل على المركز الثامن في الدائرة الخامسة بـ13905 صوت.
النيابة العامة أخلت سبيل النائب دليهي الهاجري بكفالة 5 آلاف دينار، بعد أن وجهت للمتهم وأقاربه من الدرجة الأولى تهمة تضخم حساباته البنكية، على خلفية قضية الايداعات المليونية. حيث رد دليهي قائلاً: النيابة استدعتني لكي تستفسر عن مُساعداتي الإنسانية.